# Abraham Hülphers den yngre
Abraham Abrahamsson Hülphers den yngre, född den 27 november 1734 i Västerås, död den 24 februari 1798 i Västerås, var en svensk skriftställare, topograf och genealog. Han var son till Abraham Hülphers den äldre.

## Biografi

### Uppväxt
Abraham Hülphers var äldst av tretton barn till Abraham Hülphers den äldre av släkten Hülphers och hans hustru Christina, född Westdahl. Genom informatorer i det burgna hemmet fick han en mångsidig uppfostran och tidigt väcktes hans intressen för vitterhet och vetenskap. Därefter fick han magister Olof Lindblom som sin lärare, sedermera prost i Köping och kunglig hovpredikant, och magister Olof Strandberg, som sedan blev prost i Torshälla pastorat.

### Företagare
Som äldste son förväntades Abraham Hülphers gå i faderns fotspår, vilket han också gjorde. Vetenskapen blev dock ingalunda lagd åt sidan och lediga stunder ägnade han gärna åt musiken. År 1753 upptogs han som kompanjon i faderns rörelse vilken nu fick namnet Hülphers & Söner. Som en av cheferna för företaget kunde han disponera sin tid litet friare, vilket kom väl till pass eftersom hans hälsa redan från tidigaste barndom varit vacklande. Av hälsoskäl behövde han skona sig så mycket som möjligt och beslöt att realisera en gammal önskan om en resa till och utforska trakterna norr om Västmanland.

### Resa i Dalarna
Den 21 juni 1757 for Hülphers, tillsammans med prosten i Mora församling, Anders Svedelius, till Dalarna. Under två månaders resande kors och tvärs i landskapet antecknande han allt som kunde vara värt att gömma i minnet. Några år senare (1762) utkom i reseberättelsen i tryck: Dagbok öfver en resa genom de under Stora Kopparbergs höfdingdöme lydande lähn och Dalarne 1757, en diger volym om 656 sidor. Efter resan redigerade Hülphers dagboken noggrant genom korrespondens med lokala präster och ämbetsmän som kunde tillhandahålla uppdaterade och mer korrekta upplysningar än han hade kunnat erhålla under själva resan.

### Resa i Norrland
Följande vinter anträdde han i juni, i sällskap med stadsphysikus doktor Jacob Prinz i Gävle, sin andra stora resa vilken förde honom genom Norrland inklusive Lappland ända upp till Torneå. Liksom under resan till Dalarna noterade han i dagboken sådant som rörde trakternas handel, näringar, lanthushållning, naturförhållanden, folkliv, historia, med mera, – berättelser som sedan ingavs även till kungl. kommerskollegium. Hela 30 år tog det att utarbeta den tryckta redogörelsen: Dagbok öfver en resa genom Norrland 1758. Den kom att omfatta 6 delar, av vilken hans sista, som behandlade Gästrikland, blev klar först 1793.

### Resa i södra Sverige och Köpenhamn
År 1759 gjorde Hülphers i sällskap med hovpredikanten magister Carl Wilhelm Sträng en färd genom rikets södra provinser till Köpenhamn. Han passerade då Hammenhög just som ett nytt fångehus uppfördes, vilket kom att bli Hammenhögs äldsta bevarade hus.

### Resa till Finland och Ryssland
Sommaren 1760 företog Abraham tillsammans med juris- och filosofieprofessorn i Uppala Pehr Niclas Christiernin en resa "ifrån Westerås till Petersburg och Ryssland, fram och åter sjöledes emellan Stockholm och Åbo, men sedan igenom Finland, Nyland, Tavastland m.m." Även under denna färd förde han noggranna dagboksanteckningar, vilka dock ända till år 1886 legat obemärkta bland övriga i den Hülpherska handskriftssamlingens bevarade manuskript. Sagda år utgavs de dock av finländaren professor Karl Gabriel Leinberg och intogs i den av honom redigerade samlingen Bidrag till kännedomen af vårt land.

### Giftermål
Under fyra år hade Abraham Hülphers sett sig om i Sverige, Danmark, Finland och Ryssland. Reslusten hade ingalunda avtagit, men hans föräldrar hade blivit äldre och behövde alltmer hjälp med skötseln av affärsföretagen. Härtill kom att hans hjärta klappade för den "dygdädla jungfrun Anna Christina Grave", född 1740 i Ulriksberg, Säfsnäs socken, Kopparbergs län. Hon var dotter till Sebastian Grave, brukspatron över Gravendals och Fredriksbergs bruk i Dalarna, och hans maka fru Anna Christina, född Chenon. Hans kärlek besvarades av Anna Christina och bröllopet firades den 23 juni 1761. De levde tillsammans i 36 år och fick 8 barn. I samband med giftermålet kom Hülphers att överta Fredriksbergs bruk.

### Musiken
Ett annat av Abraham Hülphers stora intressen gällde musiken. Efter flera års arbete utgav han 1773 Historisk Afhandling om Musik och Instrumenter särdeles om Orgwerks Inrättningen i Allmänhet, jämte Kort Beskrifning öfwer orgwerken i Swerige. Verket innehåller en faktaspäckad beskrivning av frihetstidens musikliv och orgelkonst samt innehåller ett stort antal orgeldispositioner från hela Sverige. Källmaterialet inhämtades genom omfattande korrespondens med präster, organister och orgelbyggare. Verket utmärker sig för en för den tiden ovanligt hög pålitlighet. Dock var Hülphers beroende av sina sagesmän: Johan Miklin (1726-1787), domkyrkoorganist i Linköping (1754-1787), Henrik Philip Johnsen, cembalist, organist och tonsättare i Stockholm, vilken författade ett avsnitt om orglar, Tobias Westbladh, Sven Hof, med flera. Redovisade uppgifter bör därför ändå underkastas källkritisk prövning.
Man vet inte hur aktiv Hülphers var som musiker. Att han varit utövande klaverspelare framgår av en passus från talet vid begravningsgudstjänsten: "Dess lediga stunder ägnades Musiquen, hwilken konst han grundeligen kände, och med yppersta färdighet öfwade." I bouppteckningen finns ett antal tangentinstrument förtecknade: orglar, cembali, klavikord samt en clavessin d'amour.

## Efterskrift
Abraham Abrahamsson Hülphers blev:
- borgare i Västerås 1761,
- erhöll direktörs titel, heder och rang i kommerskollegium 1763,
- blev medlem av Kongl. Patriotiska sällskapet 1775,
- medlem i Samfundet Pro Fide et Christianismo 1776,
- medlem i Sällskapet Utile Dulci 1776,
- medlem i Witterhets-Sällskapet 1777,
- medlem i Upfostringssällskapet i Stockholm 1786
- och medlem i Sällskapet för Allmänna medborgerliga kunskaper 1794.

Manuskript jämte tillhörande korrespondens och merparten av sin boksamling skänkte Abraham Hülphers till Västerås gymnasium. De Hülpherska samlingarna återfinns numera i Västerås stadsbibliotek.

### Allmänt
- Ansedel för Abraham Abrahamsson Húlphers.
- Levnadsteckning i Svenska turistföreningens årsskrift 1898.
- Abraham Abrahamsson Hülphers (1734-1798) hos Litteraturbanken

### Topologi
- Hülphers, Abraham Abrahamsson: Samlingar til en beskrifning öfwer Norrland. Andra och tredje samlingen om Jämtland och Herjedalen.
- Hülphers i Hedesunda, Gästrikland.
- Hülphers om kyrkorna i Hässjö, Medelpad.
- Hülphers om Skags udde & kapell, Skagen och Skepsmaln i Ångermanland.
- Hülphers om Fjällsjö i Ångermanland.
- Hålafors nybygge i Ångermanland.
- Hülphers om sandhedar i Västerbotten.
- Hülphers om hälsingelappar i Hedefjällen i Härjedalen & gästgivaren i Persö norr om Luleå, Norrbotten.
- Hülphers i strandskogen i Järavallens strövområde, Skåne.
- Hülphers om området vid Krageholms slott i Skåne.
- Hülphers i Ystad.
- Hülphers i Nora gamla kyrka.
- Hülpherska samlingen på Riksarkivet.

### Musik
- Drottning Cherstes (Kristinas) Stora Bass-Viol.
- Harpa, cister, luta & psalterium.
- Hülphers om Baron Carl Gustav Düben och Gustav von Düben.
- Hülphers disposition till Gren & Stråhles orgel i Hedvig Eleonora kyrka, Stockholm.
- Jarri Ederth: Ett bland de största och vackraste i riket → Orgeln i S:t Olai k:a, Norrköping (2005).

### Genealogi
- Abraham Hülphers genealogier – hur tillförlitliga?
- Vallonsläkten Chenon.
- Västerås stadsbibliotek.
- Västerås stadsbibliotek - Register till Hülphers genealogier.

### Övrigt
- Landsarkivet i Uppsala: Bl.a. bouppteckning efter Abraham Abrahamsson Hülphers där instrument upptas.
- Västerås stadsbibliotek: Material från Hülphers orgelinventering; delar av manuskriptet till "Historisk afhandling..." interfolierat med brev. Två verk av Eric Munselius framförda 1777. Handskriven dagbok från Dalarna 1757 med bl.a. notexempel på folkmusik.
- Sohlmans musiklexikon, Sohlmans förlag, Stockholm (1976),  ISBN 91-7198-020-2
- Magdalena Hellquist: Abraham Abrahamsson Hülphers och folkmålen i Westerbotten: Ett bidrag till dialektstudiets historia, Skrifter utgivna av Dialekt-, ortnamns- och folkminnesarkivet i Umeå (68 sidor), DAUM Umeå (1984), ISBN 91-86372-03-3
- Mattias Legnér: Abraham Abrahamsson Hülphers och Dalarnas beskrivning, ur Folkets historia 2003:1